# Veikkausliiga 1996
La Veikkausliiga 1996 fu l'ottantasettesima edizione della massima serie del campionato finlandese di calcio, la settima come Veikkausliiga. Il campionato, con il formato a doppia fase e composto da dodici squadre, venne vinto dal Jazz e per il secondo anno consecutivo vide la retrocessione dei campioni in carica, questa volta l'Haka. Capocannoniere del torneo fu Luiz Antônio, calciatore del Jazz, con 17 reti realizzate.

## Stagione

### Novità
Dalla Veikkausliiga 1995 vennero retrocessi il TPV, il Kuusysi e il Ponnistus, mentre dalla Ykkönen è stato promosso l'Inter Turku. Il campionato tornò ad essere composto da dodici squadre.

### Formula
Dopo due anni il formato del campionato cambiò nuovamente, tornando al formato del biennio 1988-1989 con la doppia fase. Nella prima fase le dodici squadre si affrontavano due volte, per un totale di 22 giornate. Le prime sei classificate accedevano alla seconda fase per decretare la squadra campione, affrontandosi una volta sola. La prima classificata era decretata campione di Finlandia e veniva ammessa alla UEFA Champions League 1997-1998. La seconda classificata veniva ammessa alla Coppa UEFA 1997-1998. Se la vincitrice della Suomen Cup, ammessa alla Coppa delle Coppe 1997-1998, si classificava al secondo posto, la terza classificata veniva ammessa alla Coppa UEFA. Le squadre classificatesi dal settimo al dodicesimo posto al termine della prima fase accedevano alla seconda fase per la salvezza, affrontandosi una volta sola. Le ultime tre classificate venivano retrocesse in Ykkönen.

## Squadre partecipanti
| Club        | Città        | Stadio                        | Stagione 1995              |
| ----------- | ------------ | ----------------------------- | -------------------------- |
| FinnPa      | Helsinki     | Töölön Pallokenttä            | 8º posto in Veikkausliiga  |
| Haka        | Valkeakoski  | Tehtaan kenttä                | Campione di Finlandia      |
| HJK         | Helsinki     | Töölön pallokenttä            | 3º posto in Veikkausliiga  |
| Ilves       | Tampere      | Tammela                       | 7º posto in Veikkausliiga  |
| Inter Turku | Turku        | Kupittaa                      | 1º posto in Ykkönen        |
| Jaro        | Jakobstad    | Jakobstads centralplan        | 5º posto in Veikkausliiga  |
| Jazz        | Pori         | Porin stadion                 | 4º posto in Veikkausliiga  |
| MP          | Mikkeli      | Mikkelin urheilupuisto        | 11º posto in Veikkausliiga |
| MyPa        | Anjalankoski | Saviniemi                     | 2º posto in Veikkausliiga  |
| RoPS        | Rovaniemi    | Rovaniemen Keskuskenttä       | 9º posto in Veikkausliiga  |
| TPS         | Turku        | Kupittaa                      | 6º posto in Veikkausliiga  |
| VPS         | Vaasa        | Hietalahden jalkapallostadion | 10º posto in Veikkausliiga |

## Prima fase

### Classifica finale
|  | Pos. | Squadra     | Pt | G  | V  | N | P  | GF | GS | DR  |
|  | ---- | ----------- | -- | -- | -- | - | -- | -- | -- | --- |
|  | 1.   | Jaro        | 37 | 22 | 11 | 4 | 7  | 29 | 17 | +12 |
|  | 2.   | Jazz        | 37 | 22 | 10 | 7 | 5  | 40 | 29 | +11 |
|  | 3.   | TPS         | 37 | 22 | 11 | 4 | 7  | 31 | 29 | +2  |
|  | 4.   | FinnPa      | 35 | 22 | 9  | 8 | 5  | 27 | 20 | +7  |
|  | 5.   | Inter Turku | 35 | 22 | 10 | 5 | 7  | 24 | 20 | +4  |
|  | 6.   | MyPa        | 33 | 22 | 10 | 3 | 9  | 39 | 32 | +7  |
|  | 7.   | VPS         | 29 | 22 | 8  | 5 | 9  | 22 | 20 | +2  |
|  | 8.   | HJK         | 28 | 22 | 8  | 4 | 10 | 26 | 30 | -4  |
|  | 9.   | RoPS        | 27 | 22 | 7  | 6 | 9  | 22 | 23 | -1  |
|  | 10.  | Ilves       | 27 | 22 | 7  | 6 | 9  | 22 | 30 | -8  |
|  | 11.  | Haka        | 24 | 22 | 6  | 6 | 10 | 28 | 34 | -6  |
|  | 12.  | MP          | 16 | 22 | 4  | 4 | 14 | 12 | 38 | -26 |

Legenda:
      Ammesse alla fase per il titolo
      Ammesse alla fase per la salvezza
Note:
Tre punti a vittoria, uno a pareggio, zero a sconfitta.

## Seconda fase

### Fase per il titolo
Alla fase per il titolo accedevano le squadre classificatesi dal primo al sesto posto della prima fase, portando tutti i punti conquistati al termine della prima fase.

#### Classifica finale
|  | Pos. | Squadra     | Pt | G  | V  | N | P  | GF | GS | DR  |
|  | ---- | ----------- | -- | -- | -- | - | -- | -- | -- | --- |
|  | 1.   | Jazz        | 47 | 27 | 13 | 8 | 6  | 47 | 33 | +14 |
|  | 2.   | MyPa        | 45 | 27 | 14 | 3 | 10 | 48 | 38 | +10 |
|  | 3.   | TPS         | 44 | 27 | 13 | 5 | 9  | 40 | 35 | +5  |
|  | 4.   | FinnPa      | 42 | 27 | 11 | 9 | 7  | 32 | 25 | +7  |
|  | 5.   | Jaro        | 39 | 27 | 11 | 6 | 10 | 34 | 25 | +9  |
|  | 6.   | Inter Turku | 39 | 27 | 11 | 6 | 10 | 28 | 30 | -2  |

Legenda:
      Campione di Finlandia e ammessa alla UEFA Champions League 1997-1998
      Ammessa in Coppa UEFA 1997-1998
      Ammessa in Coppa Intertoto 1997
Note:
Tre punti a vittoria, uno a pareggio, zero a sconfitta.

### Fase per la salvezza
Alla fase per la salvezza accedevano le squadre classificatesi dal settimo al dodicesimo posto della prima fase, portando tutti i punti conquistati al termine della prima fase.

#### Classifica finale
|  | Pos. | Squadra | Pt | G  | V  | N | P  | GF | GS | DR  |
|  | ---- | ------- | -- | -- | -- | - | -- | -- | -- | --- |
|  | 7.   | VPS     | 41 | 27 | 12 | 5 | 10 | 33 | 25 | +8  |
|  | 8.   | RoPS    | 39 | 27 | 11 | 6 | 10 | 35 | 29 | +6  |
|  | 9.   | HJK     | 38 | 27 | 11 | 5 | 11 | 36 | 37 | -1  |
|  | 10.  | Ilves   | 30 | 27 | 8  | 6 | 13 | 26 | 43 | -17 |
|  | 11.  | Haka    | 27 | 27 | 7  | 6 | 14 | 35 | 42 | -7  |
|  | 12.  | MP      | 20 | 27 | 5  | 5 | 17 | 18 | 50 | -32 |

Legenda:
      Vincitore della Suomen Cup 1996 e ammessa in Coppa delle Coppe 1997-1998
      Retrocesse in Ykkönen
Note:
Due punti a vittoria, uno a pareggio, zero a sconfitta.

## Statistiche

### Classifica marcatori
La classifica marcatori include sia la prima sia la seconda fase
| Gol |  |  | Giocatore       | Squadra |
| --- |  |  | --------------- | ------- |
| 17  |  |  | Luiz Antônio    | Jazz    |
| 15  |  |  | Jari Vanhala    | Jaro    |
| 12  |  |  | Valerij Popovič | Haka    |
| 11  |  |  | Juha Karvinen   | VPS     |
| 10  |  |  | Piracaia        | Jazz    |
| 9   |  |  | Riffi Haddaoui  | FinnPa  |
| 9   |  |  | Antti Pohja     | MyPa    |